# Маркин, Сергей Викторович
Сергей Викторович Маркин — рядовой Вооружённых Сил СССР, участник войны в Афганистане, погиб при исполнении служебных обязанностей, кавалер ордена Красной Звезды (посмертно).

## Биография
Сергей Викторович Маркин родился 1 января 1965 года в посёлке Чамзинка Чамзинского района Мордовской Автономной Советской Социалистической Республики. Окончил Чамзинскую среднюю школу № 1, освоил водительское дело в автошколе ДОСААФ, после чего работал в Чамзинской автоколонне.
1 апреля 1983 года Маркин был призван на службу в Вооружённые Силы СССР. В июне того же года он был направлен для дальнейшего прохождения службы в Демократическую Республику Афганистан, в состав ограниченного контингента советских войск. Служил водителем в 191-м отдельном мотострелковом полку. Много раз выполнял задачи по доставке боеприпасов и прочих важных грузов в боевые части, в первую очередь, в танковые подразделения.
Во время очередного рейса его машина попала под обстрел моджахедов, Маркин получил ранение. Он был доставлен в военный госпиталь, однако, несмотря на усилия врачей, скончался 19 ноября 1984 года.
Похоронен на кладбище посёлка Чамзинка Чамзинского района Республики Мордовии.
Указом Президиума Верховного Совета СССР рядовой Сергей Викторович Маркин посмертно был удостоен ордена Красной Звезды.

## Память
- В честь Маркина названа улица в его родном посёлке Чамзинка.
- На здании средней школы № 1 в Чамзинке установлена мемориальная доска[3].
- В школе, где учился Маркин, открыта Парта Героя, которую имеют право занимать ученики, обладающие достижениями[3].